# Чемпионат России по плаванию на открытой воде 2010
Чемпионат России по плаванию на открытой воде 2010 года прошёл с 20 по 27 июня в акватории «Малой бухты» пансионата «Высокий берег» (Анапа, Краснодарский край).
Чемпионат являлся отборочным на чемпионат мира по плаванию на открытой воде и на чемпионат Европы. Старт чемпионата, назначенный на 20 июня, был перенесен на следующий день из-за того, что ветром сорвало один буй.

## Призёры

### Мужчины

#### 500 м
Кирилл Абросимов (Московская область — Ярославская область) — 6.09,55

 Михаил Семёнов (Удмуртия) — 6.19,78

 Илья Борисенко (Тульская область) — 6.28,62

#### 5 км с раздельным стартом
Евгений Дратцев (Московская область — Ярославская область) — 1:05.18,0

 Даниил Серебренников (Волгоградская область) — 1:05.46,5

 Сергей Большаков (Московская область — Удмуртия) — 1:06.03,8

#### 10 км
Владимир Дятчин (Московская область — Липецкая область) — 1:59.37,5

 Евгений Дратцев (Московская область — Ярославская область) — 1:59.38,6

 Сергей Большаков (Московская область — Удмуртия) — 1:59.40,9

#### 16 км
Иван Афаневич (ХМАО — Югра) — 3:25.47,4

 Василий Бойков (Московская область — Ярославская область) — 3:25.47,7

 Дмитрий Соловьёв (Псковская область — Липецкая область) — 3:26.43,5

### Женщины

#### 500 м
Анна Гусева (Москва) — 6.28,25

 Алёна Закурина (Москва) — 6.33,76

 Елена Булохова (Коми) — 6.46,53

#### 5 км с раздельным стартом
Екатерина Селивёрстова (Москва) — 1:11.32,9

 Мария Булахова (Волгоградская область) — 1:11.42,4

 Анна Гусева (Москва) — 1:12.12,8

#### 10 км
Екатерина Селивёрстова (Москва) — 2:14.36,9

 Лариса Ильченко (Волгоградская область) — 2:14.37,1

 Анна Уварова (Архангельская область) — 2:14.38,1

#### 16 км
Анна Уварова (Архангельская область) — 4:20.29,9

 Ксения Попова (Московская область — Липецкая область) — 4:20.31,5

 Елизавета Горшкова (Москва) — 4:20.33,2

### Смешанные соревнования

#### 5 км в группе с раздельным стартом
Ярославская область (Василий Бойков, Кирилл Абросимов, Анна Уварова) — 1:05.40,4

 Липецкая область (Артем Подьяков, Иван Гончаров, Анастасия Крапивина) — 1:07.40,5

 Москва-2 (Иван Афаневич, Елизавета Горшкова, Павел Медведский)